# Julio Lozano Díaz
Julio Lozano Díaz, né le 27 mars 1885 à Tegucigalpa et mort le 20 août 1957 à Miami en Floride, est un homme d'État hondurien. Il est président de la République du 5 décembre 1954 au 21 octobre 1956.